# Nevaldo Rocha
Nevaldo Rocha de Oliveira (Caraúbas, 21 de julho de 1928 - Natal, 17 de junho de 2020) foi um empresário brasileiro, fundador do Grupo Guararapes, considerado a maior confecção de vestuário da América Latina, produzindo mais de 200 mil peças por dia. Também atuou no varejo, com as Lojas Riachuelo, bem como no ramo de administração de shoppings-center, de teatros, transportadoras e financeira. Em 2014, foi considerado a 30º pessoa mais rica do Brasil, com fortuna avaliada em R$ 5,36 bilhões, de acordo com a revista Forbes.

## Biografia
Natural de Caraúbas, cidade localizada na Região Oeste Potiguar. É pai do empresário e ex-deputado federal pelo Rio Grande do Norte, Flávio Rocha, que já exerceu a função de presidente da rede lojas Riachuelo Sua vida pessoal e a de sua família se misturam à sua trajetória empresarial.
Ainda jovem, Nevaldo Rocha largou os estudos e resolveu migrar do interior do estado para a capital, Natal, com esperança de ser recebido pela primeira-dama do estado, Leonila Fernandes Gurjão. Contava com apenas uma moeda no bolso e 12 anos de idade. Sua mãe contara que conheceu a esposa do governador em uma quermesse da cidade, e na cabeça da criança elas haviam se tornado amigas, logo ajudaria a família a sair da miséria da seca.